# Psammophilus blanfordanus
Espèce
Synonymes
- Charasia blanfordana Stoliczka, 1871

Statut de conservation UICN

 LC  : Préoccupation mineure
Psammophilus blanfordanus est une espèce de sauriens de la famille des Agamidae.

## Répartition
Cette espèce est endémique d'Inde. Elle se rencontre au Bihar, en Orissa, au Madhya Pradesh, en Andhra Pradesh, au Tamil Nadu et au Kerala.

## Description

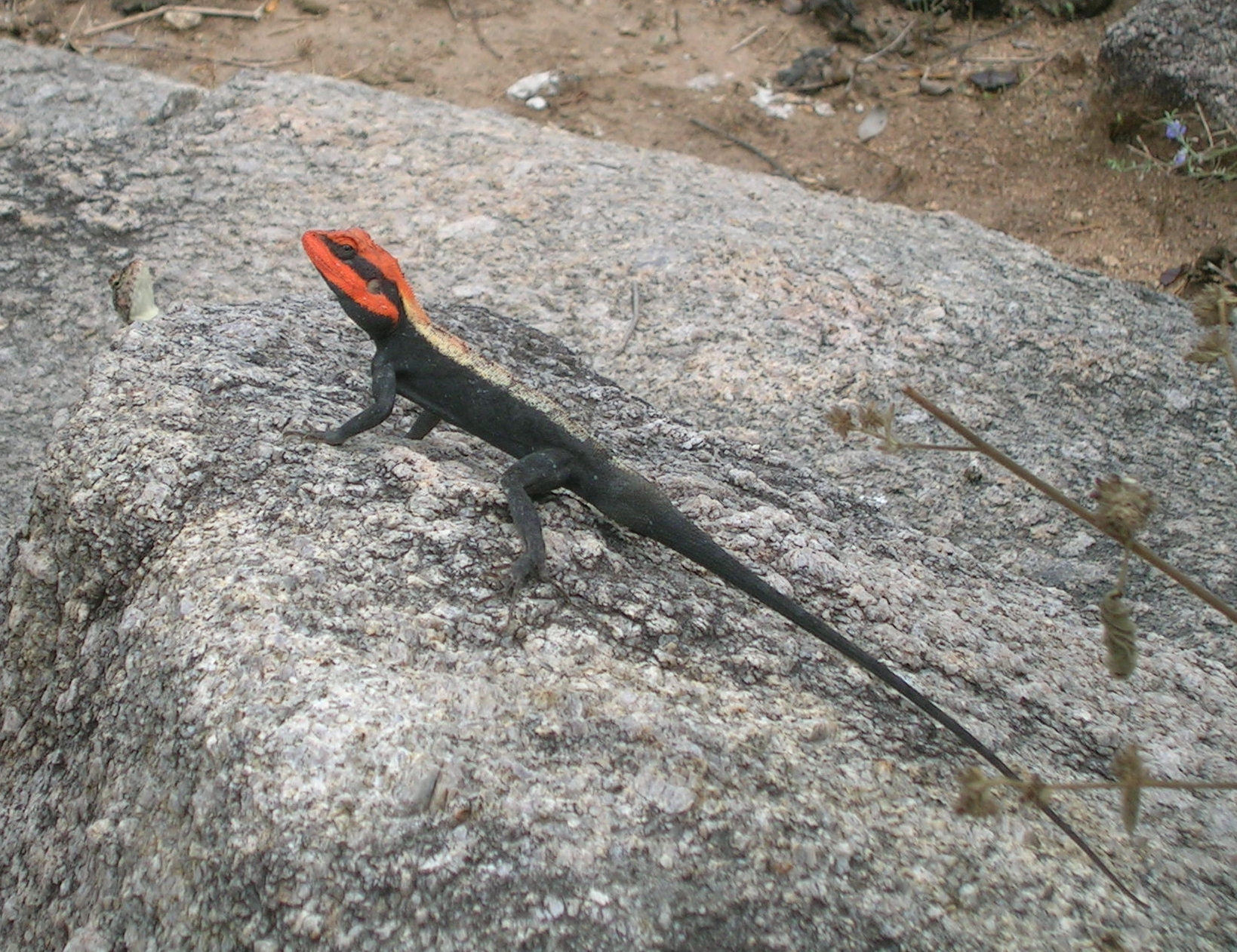
Psammophilus blanfordanus

Les jeunes sont brun-olive dessus, avec des taches ou des marbrures plus sombres. Durant la reproduction, les mâles présentent une couleur rouge sur la moitié avant du corps. Ils font environ 10 centimètres sans la queue, cette dernière pouvant atteindre 20 centimètres.

## Étymologie
Cette espèce est nommée en l'honneur de William Thomas Blanford (1832-1905).

## Publication originale
- Stoliczka, 1871 : Notes on new or little-known Indian lizards. Proceedings of the Asiatic Society of Bengal, vol. 1871, p. 192-195 (texte intégral).